# آمازون (فیلم ۲۰۰۰)
آمازون (به انگلیسی: Amazon) یک فیلم فرانسوی کمدی رمانتیک و ماجراجویانه به کارگردانی فیلیپ د بروکا با بازی ژان-پل بلموندو که در سال ۲۰۰۰ منتشر شد.
این فیلم در سینماهای فرانسه ۷۸٫۷۰۶ بلیت فروش داشته‌است.